# آآ دنتیکولاتا
آآ دنتیکولاتا یک گونه از ارکیده در جنس Aa. این گونه در اکوادور وکلمبیا یافت می شود. معمولاً این گیاه در زمستان شکوفه می کند.